# Vertigo (Groove Armada)
Vertigo è il secondo album discografico in studio del duo musicale inglese di musica elettronica Groove Armada, pubblicato nel 1999.

## Tracce
1. Chicago – 7:22
2. Whatever, Whenever (featuring M.A.D.) – 3:49
3. Dusk You & Me – 5:39
4. Pre 63 – 6:26
5. If Everybody Looked the Same – 3:39
6. Serve Chilled – 5:09
7. I See You Baby (featuring Gramma Funk) – 4:40
8. A Private Interlude – 3:54
9. At the River – 6:33
10. In My Bones (featuring Gramma Funk) – 4:44
11. Your Song (featuring Sophie Barker) – 5:07
12. Inside My Mind (Blue Skies) (featuring Sophie Barker) – 7:59